# Poggio Chiesanuova
Poggio Chiesanuova es una curazia situada en el castello (municipio) de Chiesanuova (San Marino).